# Николай Каменски
Николай Михайлович Каменски (на руски: Николай Михайлович Каменский) е руски граф, офицер, военен деец, генерал от пехотата. Командир на Дунавската руска армия през Руско-турската война (1806-1812).

## Биография
Николай Каменски е на 27 декември 1776 г. в Русия. Произхожда от старинния графски дворянски род Каменски. Посвещава се на военното поприще. Учи в Кадетския корпус и едновременно от 15 април 1785 г. е назначен за адютант на генерал-лейтенант Карл Хантвиг, а от 4 юли 1787 г. – на своя баща генерал-аншеф Михаил Каменски. След завършването на корпуса служи в Симбирския гренадирски полк (1795), 10-и егерски батальон (1796) и Рязанския мускетарски полк (1797). Повишен е във военно звание генерал-майор с назначение за почетен командир на Арахангелогородския мускетарски полк от 23 юни 1799 г.
Участва във войната на втората антинаполеоновска коалиция срещу Франция в италианския поход на фелдмаршал Александър Суворов. Бие се храбро в битките при Сен-Готард, Дяволския мост, Алтдорф и Муртенската долина (1799).
Участва във войната на третата и четвъртата антинаполеоновски коалиции срещу Франция (1805 – 1807). Проявява се в битката при Аустерлиц (1805). Назначен е за командир на 14-а пехотна дивизия и се отличава в битките при Бергфрид, Прейсиш-Ейлау, Данциг и Хайлсберг (1807). Награден е с орден „Свети Георги“ III степен (1807). Повишен е във военно звание генерал-лейтенант от 12 декември 1807 г. с назначение за командир на 17-а пехотна дивизия.
Участва в руско-шведската война от 1808 – 1809 г. Побеждава в битките при Куортан, Салми, Клингспор и Оровайс и е награден с орден „Свети Георги“ II степен и орден „Свети Александър Невски“ (1808). Назначен е за командир на Улеаборгския корпус и е повишен във военно звание генерал от пехотата, след което побеждава в битките при Севар и Ратан (1809).
На 4 февруари 1810 г. на 34- годишна възраст е назначен за командир на Дунавската руска армия в Руско-турската война (1806 – 1812). Превзема крепостите Силистра, Разград, Базарджик, а неуспешен е щурмът на Шумен и Русе. След победата в битката при село Батин превзема Русе, Никопол, Свищов, Плевен и Ловеч. Награден е с орден „Свети апостол Андрей Първозвани“ (1810). Заболява от треска и предава командването на генерал-лейтенант Александър Ланжерон. Умира на 4 май 1811 г. в Одеса.